# Ludovic Marcos
Ludovic Marcos,  né le 6 mai 1951 dans le 14e arrondissement de Paris et mort le 9 février 2018 à Marseille est un historien, écrivain et franc-maçon français, agrégé d’histoire, professeur d'université et conservateur du musée de la Franc-maçonnerie à Paris, grand maître adjoint du Grand Orient de France (GODF) en 1998 et 1999, auteur de plusieurs ouvrages sur la franc-maçonnerie et particulièrement ceux ayant pour sujet principal le Rite français, rite maçonnique de fondation du GODF en 1783.

## Biographie
Ludovic Marcos est le fils d'un officier de carrière espagnol qui reste fidèle à la Seconde République en se battant contre les putschistes du général Franco. En 1939, à la chute de la République espagnole, il se réfugie en France et prend, après la défaite française de 1940, la tête d'un maquis dans la région de Montauban. À l'issue de la guerre, Franco conservant le pourvoir, il ne peut pas rentrer en Espagne. Embauché comme ouvrier chez Renault, il rencontre sa femme dans le cercle des exilés espagnols en la personne d'une jeune artiste peintre et sculptrice formée à l'École des beaux-arts de Barcelone. De cette union naissent quatre enfants dont Ludovic est l'ainé et porte à sa naissance le prénom de Luscinia (Lumière). Il prend pendant sa scolarité le prénom de Ludovic.
Après l'obtention d'un baccalauréat, il milite au début des années 1970 au sein de l'Organisation révolutionnaire anarchiste (ORA) des Hauts-de-Seine, ou il rédige des articles pour l'organe de presse de l'organisation Front Libertaire. Il est délégué lors de plusieurs congrès et plenum de l’ORA. En 1974., il part avec sa famille pour s'installer dans les Cévennes, à Saint Martial et rejoint le groupe ORA de Montpellier, il s’investit également dans sa commune et est élu à la mairie, il abandonne dès lors le militantisme. Dans cette région, il s'adonne à la maçonnerie opérative et apprend le métier de maçon-carreleur, il travaille sur des chantiers de construction.
En 1980, il fréquente « L'espace du possible », une communauté expérimentale à proximité de Royan. Il s'installe à Nantes, reprend ses études et obtient une licence d'histoire, puis après plusieurs concours devient professeur agrégé.

### Parcours maçonnique
Ludovic Marcos est initié à la franc-maçonnerie le 13 mai 1982 au sein de la loge maçonnique « La Pierre angulaire » du Grand Orient de France. À Nantes, il rejoint la loge « Des Arts et de l'amitié », il participe à la création de différents ateliers. Après plusieurs années d'activité maçonnique, il apparait comme un cadre du Grand Orient et fait partie de l’exécutif provisoire lors des difficultés que connait l'obédience en 1995. À la fin de la crise obédientielle, il est élu comme conseiller de l'ordre pour la région sud-ouest. En 1998, il intègre l'équipe du grand maître Philippe Guglielmi et prend en charge le secteur culturel du Grand Orient. Il devient conservateur du musée de la Franc-maçonnerie.
Il devient grand maître adjoint du Grand Orient de France en 1998 et 1999. Il est l'auteur de plusieurs ouvrages sur l’histoire du Rite français. Au travers d'une analyse méthodique, qu'il inscrit dans le contexte national de l'époque mais aussi des hommes qui marquent de leur empreinte l'évolution de ce rite maçonnique, il restitue au travers de ces divers ouvrages la mémoire du rite de fondation du Grand Orient de France. Il s'implique dans le réveil des Ordres de Sagesse du Rite français, il est également le principal acteur de l'intégration du Rite de Memphis-Misraïm au sein du Grand Orient en 1999

### Musée de la Franc-maçonnerie
Ludovic Marcos participe grandement à la refondation du musée de la Franc-maçonnerie. Il constitue une équipe avec Pierre Mollier, directeur des archives du Grand Orient de France notamment pour transformer un musée caché au fond de la salle Cadet, en un outil à valeur pédagogique et d’extériorisation de la franc-maçonnerie. Conservateur du musée depuis 1997, il enrichit les collections et pendant plusieurs années travaille à la création d'un lieu de culture ouvert au public. Il met en place l'association des « Amis du musée de la Franc-maçonnerie » pour fédérer les volontaires et bénévoles et active une politique de coopération avec les musées de province, au travers d'expositions délocalisées. Avec tous les acteurs de cette volonté d'ouverture, il vient à bout de multiples résistances de conception et de financement et grâce à la participation de l’État et de la région Île-de-France notamment, le musée profite d'un profonde restructuration du premier niveau de l’Hôtel du Grand Orient de France qui l'ouvre désormais à la vue et au grand public,.
Par son action le musée obtient en 2003, le label « musée de France » du ministère de la Culture, qui reconnait la qualité et le caractère scientifique des expositions.

### Décès
Ludovic Marcos est mort d'une crise cardiaque, le 9 février 2018 alors qu'il donnait une conférence au siège marseillais du Grand Orient de France sur le thème « des usages opératifs aux rituels de la franc-maçonnerie »,.

## Postérité
En 2019, l'association « Les amis de Ludovic Marcos » (AMILUDO) est fondée pour transmettre et entretenir la mémoire de son œuvre et de ses actions dans la franc-maçonnerie.
L'Institut d'étude et de recherche maçonnique, fondée par André Combes en 1974 et dirigé, depuis 2015, par Eric Saunier, décerne tous les deux ans, un prix « Ludovic Marcos ». Il est attribué à des étudiants en histoire en France ou à l'étranger, dont les travaux portent sur la franc-maçonnerie.

## Publications
- À la découverte des temples maçonniques de France  (préf. Pierre Mollier, postface Daniel Keller, photogr. Ronan Loaëc), Paris, Dervy, coll. « L'univers maçonnique », 2017, 624 p. (ISBN 979-10-242-0243-3).
- Cécile Révauger et Ludovic Marcos, Les Ordres de Sagesse  du Rite Français : au cœur de la maçonnerie libérale, des Lumières au XXIe siècle, Paris, Dervy, 2015, 330 p. (ISBN 979-10-242-0115-3).
- Histoire illustrée du Rite Français, Paris, Dervy, 2012, 192 p. (ISBN 978-2-84454-944-0).
- Le grand livre illustré du patrimoine maçonnique, Paris, Le Cherche Midi, coll. « Espace Maçonnique », 2011, 412 p. (ISBN 978-2-7491-1782-9).
- Histoire du Rite Français au XIXe siècle, Paris, Edimaf, 2001, 102 p. (ISBN 978-2-919601-14-1).
- Histoire du Rite Français au XVIIIe siècle, Paris, Edimaf, 1999 (ISBN 978-2-919601-33-2).